# Spiridon Tudorachi
Spiridon Tudorachi (n. 6 iulie 1949) este un fost deputat român în legislatura 1992-1996, ales în județul Vrancea pe listele partidului PDSR. Spiridon Tudorachi a fost validat pe data de 23 noiembrie 1992 și l-a înlocuit pe deputatul Vasile Fudulică.